# Friedrich Merz

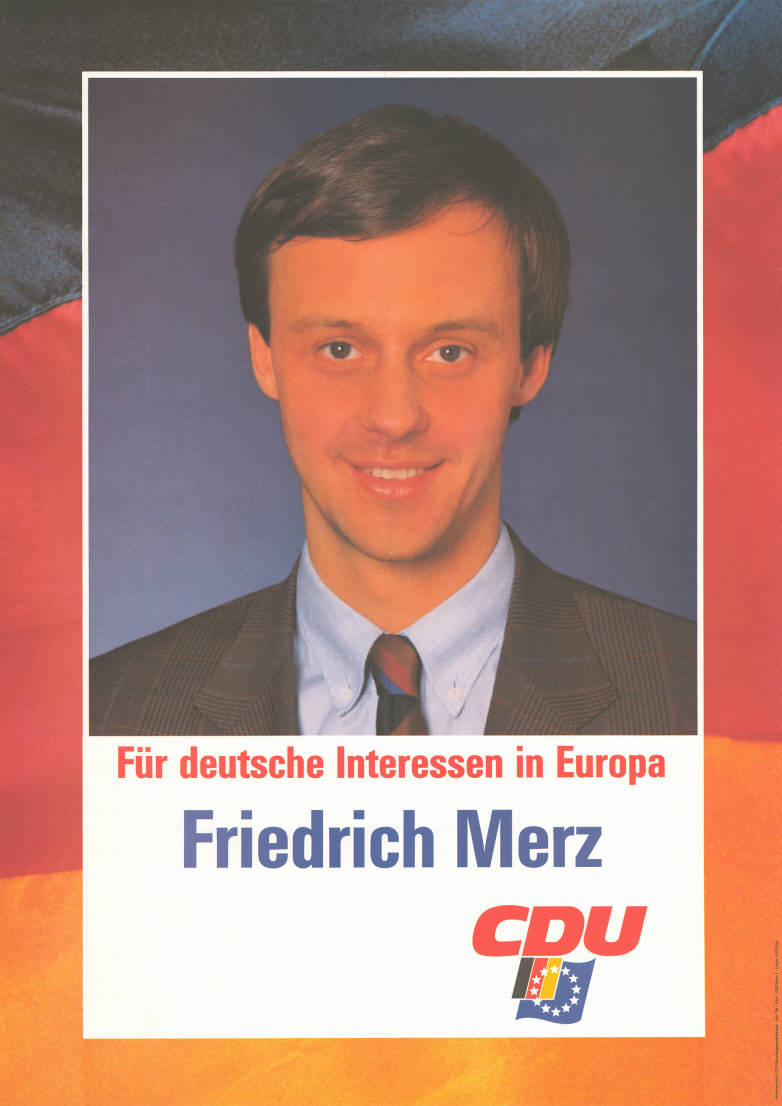
Friedrich Merz (1989)

Friedrich Merz, właśc. Joachim-Friedrich Martin Josef Merz (ur. 11 listopada 1955 w Brilonie) – niemiecki polityk i prawnik, eurodeputowany III kadencji, poseł do Bundestagu, w latach 2000–2002 i 2022–2025 przewodniczący frakcji poselskiej CDU/CSU, od 2022 przewodniczący Unii Chrześcijańsko-Demokratycznej (CDU), od 2025 kanclerz Niemiec.

## Życiorys

### Młodość i wykształcenie
Pochodzi z Nadrenii Północnej-Westfalii. Syn Joachima i Pauli. Urodził się jako najstarszy z czwórki rodzeństwa. Jego pochodzący z Wrocławia ojciec był sędzią sądu w Arnsbergu. Dziadek od strony matki, Josef Paul Sauvigny, w latach 1917–1937 był burmistrzem Brilonu; należał do Niemieckiej Partii Centrum i do NSDAP.
W młodości Friedrich Merz sprawiał trudności wychowawcze, miał też problemy w nauce, przez co musiał powtarzać ósmą klasę i zmienić szkołę średnią. W 1975 zdał egzamin maturalny, po czym odbył służbę wojskową. W latach 1976–1982 studiował prawo na Uniwersytecie w Bonn, był stypendystą Fundacji Konrada Adenauera. W 1982 i 1985 zdał państwowe egzaminy prawnicze I oraz II stopnia. W trakcie nauki w Bonn działał w katolickim zrzeszeniu studenckim.

### Działalność zawodowa i polityczna do 2025
W latach 1985–1986 orzekał w sądzie w Saarbrücken, następnie podjął praktykę adwokacką. W drugiej połowie lat 80. pracował w organizacji przemysłowej Verband der Chemischen Industrie.
W 1972 wstąpił do Unii Chrześcijańsko-Demokratycznej, był przewodniczącym jej struktur młodzieżowych w swojej rodzinnej miejscowości. W latach 1989–1994 sprawował mandat posła do Parlamentu Europejskiego III kadencji.
W wyborach w 1994 po raz pierwszy uzyskał mandat posła do Bundestagu z powiatu Hochsauerland. Z powodzeniem ubiegał się o reelekcję w 1998, 2002 i 2005. Od listopada 1998 był wiceprzewodniczącym frakcji CDU/CSU. W lutym 2000 stanął na jej czele, zastępując Wolfganga Schäuble. Ustąpił we wrześniu 2002 na rzecz Angeli Merkel. Od października 2002 do listopada 2004 ponownie pełnił funkcję wiceprzewodniczącego frakcji CDU/CSU w Bundestagu. W 2009 zrezygnował z aktywności politycznej. Został partnerem w oddziale międzynarodowej firmy prawniczej Mayer Brown w Düsseldorfie. Powoływany także w skład organów nadzorczych i zarządzających różnych przedsiębiorstw, m.in. AXA i Commerzbanku.
30 października 2018, dzień po ogłoszeniu przez Angelę Merkel rezygnacji z ubiegania się o przywództwo w CDU na kolejną kadencję, ogłosił zamiar kandydowania na zwalniające się stanowisko w partii. W grudniu 2018 przegrał jednak w drugiej turze głosowania z Annegret Kramp-Karrenbauer. Kandydował na przewodniczącego chadeków również w kolejnych wyborach – wówczas w styczniu 2021 w drugiej turze głosowania pokonał go Armin Laschet. W tym samym roku ponownie został wybrany do Bundestagu.
W grudniu 2021 kolejny raz ubiegał się o funkcję przewodniczącego partii (w związku z zapowiedzianą przez Armina Lascheta rezygnacją); w przeprowadzonym wówczas plebiscycie wśród członków chadeków zajął pierwsze miejsce, otrzymując ponad 60% głosów. Stanowisko to objął w styczniu 2022. W lutym 2022 został wybrany na przewodniczącego frakcji poselskiej CDU/CSU w Bundestagu. Kierował nią do maja 2025, kiedy to został zastąpiony na tym stanowisku przez Jensa Spahna.
We wrześniu 2024 został oficjalnym kandydatem CDU i CSU na kanclerza w kolejnych wyborach, do których doszło w lutym 2025. Chadecy zajęli w nich pierwsze miejsce, a lider sojuszu zapewnił sobie wówczas poselską reelekcję.

### Kanclerz Niemiec
W kwietniu 2025 przedstawiono umowę koalicyjną zawartą między CDU i CSU oraz Socjaldemokratyczną Partią Niemiec, która następnie została zatwierdzona.
Friedrich Merz stał się kandydatem nowej większości na urząd kanclerza. 6 maja 2025 w pierwszym głosowaniu Bundestag nie zatwierdził jednak jego nominacji (otrzymał 310 głosów przy wymaganej większości 316 głosów). Jeszcze tego samego dnia doszło do drugiego głosowania – uzyskał wówczas poparcie niższej izby federalnego parlamentu z wynikiem 325 głosów „za” (przy 289 głosach „przeciw”, 1 wstrzymującym się i 3 nieważnych). Następnie został zaprzysiężony wraz z członkami swojego gabinetu, rozpoczynając tym samym urzędowanie.
Następnego dnia odbył pierwsze wizyty zagraniczne jako kanclerz, udając się najpierw do Francji, a następnie do Polski.

## Poglądy
Uznawany jest za przedstawiciela liberalnego gospodarczo skrzydła swojej partii. Opowiada się za deregulacjami w gospodarce. W 2003 proponował uproszczenie deklaracji podatkowych tak, by mieściły się na podstawce pod piwo. Opowiedział się za obniżaniem świadczeń socjalnych i podniesieniem wieku emerytalnego do 70 lat.
Określany również jako konserwatysta. W latach 90. głosował przeciwko wyodrębnieniu przestępstwa zgwałcenia małżeńskiego. Jako poseł do Bundestagu (w latach 1994–2009) deklarował się jako przeciwnik aborcji, dopuszczalności jej propagowania. Wypowiadał się także przeciwko diagnostyce preimplantacyjnej.
Zwolennik ograniczenia imigracji do Niemiec; już w 2000 wskazywał na problemy z przestępczością i bezrobociem wśród imigrantów. Krytykował politykę otwartych granic w trakcie kryzysu migracyjnego z 2015. Kilka miesięcy po rozpoczęciu inwazji Rosji na Ukrainę w 2022 zarzucił części uchodźców z Ukrainy tzw. turystykę socjalną, za co później przeprosił. W 2024 stwierdził, że Niemcy mogą przyjmować rocznie nie więcej niż 100 tysięcy uchodźców.

## Życie prywatne
Od 1981 żonaty z Charlotte Merz, z którą ma syna i dwie córki. Jest katolikiem. Krótkofalowiec, posiada znak DK7DQ.